# Ларисса (нимфа)
Лари́сса (др.-греч. Λάρισα) — в греческой мифологии нимфа из Аргоса. Её также называют фессалийской нимфой.

## Мифология
Судя по описаниям географа Павсания, Ларисса была дочерью Пеласга, сына Триопа, царя Аргоса. Историк Гелланик утверждал, что Ларисса родила от Посейдона сыновей Ахея, Фтия и Пеласга. Сыновья их оставили Аргос и прибыли в Фессалию, откуда они прогнали жителей-варваров. Новую землю они разделили на три части, каждую из которых назвали по имени того брата, которому она досталась, — соответственно: Фтиотида, Ахея и Пеласгиотида.
Акрополь Аргоса, как и акрополи двух других городов (Ларисы и ещё одного в Пенее), предположительно получили название от имени этой нимфы.

## В нумизматике
Ларисса изображалась на аверсе обычных драхм, выпускавшихся в городе Ларисе в период с 400 до приблизительно 340 года до н. э. Её образ, запечатлённый на монетах, представал в три четверти лица, с распущенными волосами. Этот стиль был скопирован у Кимона, изображавшего голову другой нимфы, Аретусы, на сиракузских тетрадрахмах. Согласно накопленным свидетельствам из Фессалии, эта чеканка производилась примерно вплоть до 320 года до н. э.. Другие монеты изображают Лариссу, сидящую с гидрией рядом с источником, что подтверждает её статус нимфы.

## В астрономии
24 мая 1981 года астрономами Гарольдом Рейтсемой, Уильямом Хаббардом, Ларри Лебофски и Дэвидом Толеном был обнаружен спутник Нептуна, который позже получил название Ларисса.